# Vladimir Karasev
Vladimir Ivanovič Karasev (in russo Владимир Иванович Карасёв?; Leningrado, 17 giugno 1938 – San Pietroburgo, 9 luglio 2021) è stato uno scacchista russo (sovietico fino al 1991).
Ottenne il titolo di Maestro Internazionale nel 1976.

## Principali risultati
Nel 1960 ha condiviso il 2º posto dietro a Eduard Gufeld nel campionato delle forze armate sovietiche a Riga.  Nel 1974 vinse il campionato della città di Leningrado con 10,5 punti su 15.
Ha partecipato tre volte alla finale del Campionato sovietico: nel 1967, 1970 e 1971. Il suo miglior risultato è stato il 15º posto a Leningrado nel 1971, con vittorie su David Bronstein, Igor Platonov e Roman Dzindzichashvili.
Nell'agosto 1974 Karasev vinse il XII Rubinstein Memorial a Polanica-Zdrój, conseguendo una norma di Grande maestro. Vinse tre volte il campionato russo seniores (2001, 2002 e 2004). Ha partecipato a diversi campionati del mondo seniores. Nel 2005, a Lignano, si è classificato 3°-4° a pari merito con il suo connazionale Evgenij Vasjukov.
Con la squadra di San Pietroburgo, nel 2014 ha vinto il campionato del mondo seniores a squadre a Vilnius. L'anno successivo ha vinto a Vienna, con la squadra di San Pietroburgo,  il campionato europeo seniores a squadre.
Ha ottenuto il suo massimo rating FIDE nel gennaio 1977, con 2515 punti Elo (74° nella classifica mondiale).